# Fábio Nunes
Fábio Nunes Fernandes est un footballeur brésilien né le 15 janvier 1980 à Porto Alegre.